# Вуаппи (кантон)
Вуаппи (фр. Woippy) — упразднённый кантон во Франции, в регионе Лотарингия, департамент Мозель, округ Мец-Кампань.
Численность населения кантона в 2007 году составляла 33779 человек. Код INSEE кантона — 57 37. В результате административной реформы кантон упразднён. До марта 2015 года в состав кантона входило 8 коммун, административный центр — коммуна Вуаппи.

## Коммуны кантона
| Коммуна           | Население | Почтовый индекс | Код INSEE |
| ----------------- | --------- | --------------- | --------- |
| Ле-Бан-Сен-Мартен | 4 293     | 57050           | 57049     |
| Лонжевиль-ле-Мец  | 4 012     | 57050           | 57412     |
| Лорри-ле-Мец      | 1 433     | 57050           | 57415     |
| Ла-Макс           | 823       | 57140           | 57452     |
| Мулен-ле-Мец      | 4 663     | 57160           | 57487     |
| Плаппевиль        | 2 341     | 57050           | 57545     |
| Си-Шазель         | 2 482     | 57160           | 57642     |
| Вуаппи            | 13 755    | 57140           | 57751     |

В результате административной реформы 22 марта 2015 года кантон был упразднён: 2 коммуны переданы в состав вновь созданного кантона Кото-де-Мозель (округ Мец): Лорри-ле-Мец и Мулен-ле-Мец; 2 коммуны переданы в состав вновь созданного кантона Сийон-Мозеллан (округ Мец): Вуаппи и Ла-Макс.